# ثقالة الورق

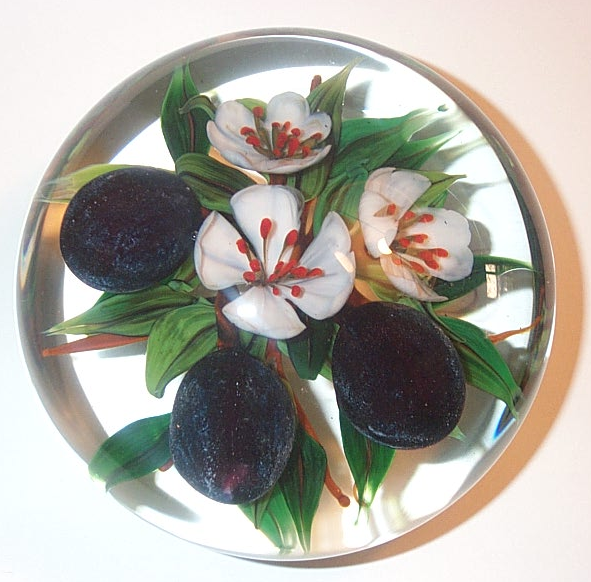
ثقالة ورق ل "ريك ايوت" مزخرفة بالفاكهة

ثقالة الورق أو الثقالة أو المثقلة مادة صلبة صغيرة توضع على الأوراق لمنعها من التطاير بسبب الهواء، فالورقة بسبب وزنها الخفيف وشكلها الايرودينامي يميل للتحرك بسهولة عند هبوب الريح الخفيفة، مما يسبب تبعثرها من على المنضدة. وثقالة الورق (بسبب كتلتها الأكبر وشكلها المضغوط مقارنة بالورقة) عندما توضع على ورقة أو مجموعة أوراق تمنعها من التطاير أو التحرك. ويمكن لأي جسم صغير مثل القدح أو الحجارة أن يؤدي وظيفة ثقالة الورق، لكن الثقالات التزينية صنعت خصيصاً لهذا الغرض.
أنتجت ثقالات الورق الزجاجية الجميلة على نطاق واسع وجمعت ونالت التقدير باعتبارها أعمال فنية. وعرضت في المتاحف كنماذج فن الزجاج الجميل. صنعت ثقالات الورق الزجاجية كليا من الزجاج بيد فنان واحد أو في المعامل بكميات محدودة، وأنتجت ثقالات الورق أول مرة في فرنسا حوالي عام 1845م، لكن شعبيها ازدادت في منتصف خمسنيات القرن العشرين.

## جوهر ثقالات الورق
ثقالات الورق الزجاجية ملائمة للمسك باليد بسهولة والمشاهدة من عدة اتجاهات عبر القبة، التي تعمل مثل العدسة بجعل الرسوم الفنية يتغير مظهرها بطريقة جذابة عند تحريك الثقالة. ويستخدم الزجاج المكبر غالباً لزيادة الاهتمام بالتفاصيل الجميلة في داخل الثقالة.
أرضية الثقالة تكون شفافة أو ملونة مصنوعة من مادة غير قابلة للانصهار.
وتصنع قاعدة ثقالات الورق بشكل مستوي أو مقعر لتستقر بثبات، اما قمة القبة فتكون مسطحة، وتطلى القبة عادة بطبقة واحدة أو أكثر من الزجاج الملون، ويختلف شكل ورسوم القبة من فنان أو معمل إلى آخر. أما القاعدة فتكون بلورية أو غالبا مصبوغة. كما يمكن أن تزخرف في عدة طرز، منها طراز القاعدة النجمية التي تملك عدة رؤس مدببة، بينما طرازالقاعدة الماسية تملك أخاديد متقاطعة.
تصنع ثقالات الورق بيد فنان واحد أو في المعامل حيث يشترك عدة فنانين وتقنيات في الإنتاج، وتتداخل عدة عوامل لتحديد قيمة الثقالة منها البراعة، التصميم، الندرة، حالة الثقالة.
بينما تقلل عدة عوامل من قيمتها منها العيوب الظاهرة مثل الفقاعات، التصدعات، الخدوش. كما يؤثر على القيمة الفنية للثقالة احتوائها على لون أصفر أو مخضر طفيف، أو احتواءالثقالة على فراغات غير متناسقة وغير متعمدة وغير مستوية.

## التاريخ

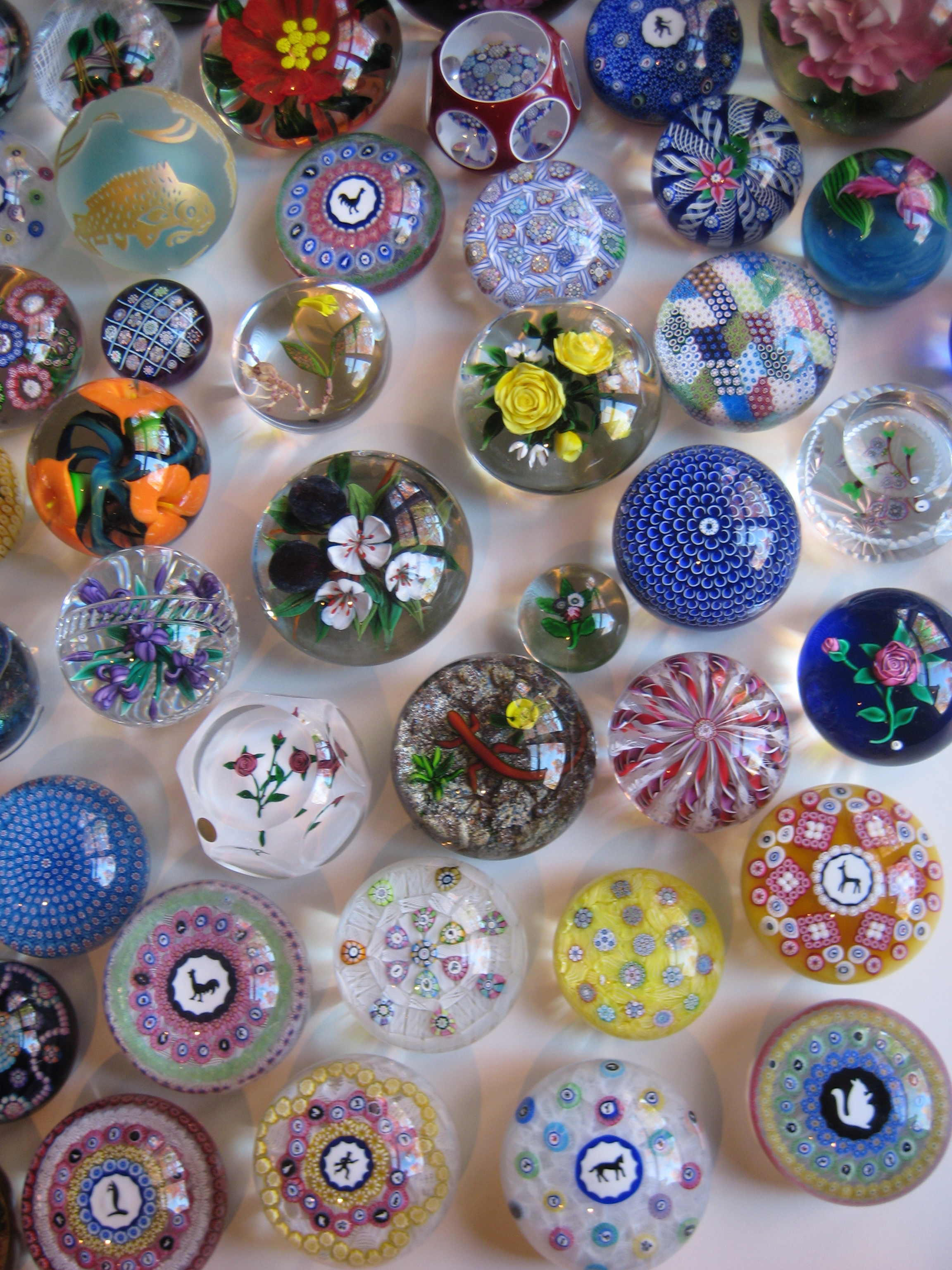
مجموعة من ثقالات الورق

ثقالات الورق الاثرية التي صنعت في الفترة الكلاسيكية بين عامي 1845-1860  أنتجت في ثلاث معامل رئيسية هي (بكرة),(سي تي لويس), (كليشي).حيث أنتجت المعامل الثلاث مابين 15,000 إلى 25,000 ثقالة في الفترة الكلاسيكية.بينما أنتجت ثقالات ورق (عموما اقل جودة) في الولايات المتحدة وبريطانيا واماكن أخرى، على الرغم من ان منتجين مثل (باكوس) في المملكة المتحدة،(شركة زجاج نيو انجلند) في الولايات المتحدة انتجوا ثقالات ورق رائعة تضاهي أفضل القطع الفرنسية.
في الولايات المتحدة تنتج القطع الحديثة منذ عام 1950 لحد الآن بشركات مثل شارلس كازيون التي تنتج الازرار، ثقلات الورق، المحابر، وباقي القناني باستخدام طريقة (عمل الشعلة) وقدمت الشركة أعمال تتصف بالبساطة والاناقة اما في اسكتلندا قدم رائد العمل (باول يسارت) منذ عقد الثلاثينات فصاعدا جيل جديد من الفنانين مثل ويليام مانسون، بيتر ماك دوغال، بيتر هولمز، جون ديغون.وساهم نشر كتاب (ثقالات الورق الزجاجية القديمة) ل بيرجستروم ايفنجل في زيادة الاهتمام بثقالات الورق.
في منتصف القرن العشرين افتتحت عدة استوديوهات خصوصاً في الولايات المتحدة، يُشغل كل منها بضعة عشرات من العمال بدرجات مختلفة من المهارة يتعاونون فيما بينهم لإنتاج قطع مميزة.ومن الاستوديوهات المميزة (ستوديوهات لندبيرغ),(اورينت اند فلوم),(كوريا للفنون الزجاجية),(اس تي كلير),(لوتون),(زجاج بيربيل).

## أنواع ثقالات الورق

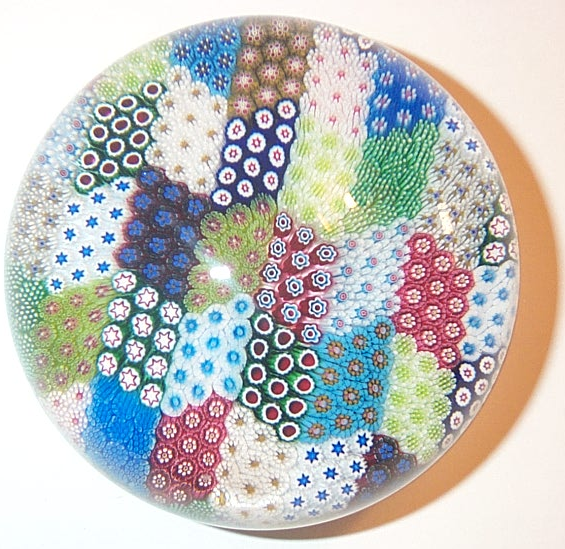
ثقالة حديثة 1994 اس تي لويس تاراكو ارضية السجاد

ميلفيوري وهي ثقالات ورق تحوي مقاطع عرضية تتألف من عيدان أسطوانية مصنوعة من عيدان ملونة تشبه الأزهار الصغيرة ويمكن أن تزخرف بأي شكل كان ومن الزخارف الشائعة في ثقالات الميلفيوري: المبعثرة، المطرزة، المتحدة المركز، أرضية السجادة. وفي بعض الأحيان عيدان الزخرفة في طراز الميلفيوري تنتج بشكل حزمة منتصبة تشبه المشروم المغلف في قبة الثقالة. كما تتضمن إحدى الحزم سنة الصنع.
نوع (عمل الشعلة) وهي نوع من ثقالات الورق تحوي زخارف مثل الأزهار، الفواكه، الفراشات أو الحيوانات، وتصنع بعمل قطع صغيرة من الزجاج الملون بشعلة لهب وتجّمع في أشكال جذابة وهذه الطريق مفضلة لدى نحاتي الزجاج.
سولفيد (كبريتيد) ثقالات الورق تحتوي ميدالية أو لوحة بورترية منحوتة بطريقة (كاميو) التي تصنع من سيراميك خاص وتكون قابلة لإنتاج تفاصيل جميلة جدا. وتنتج ثقالات الورق بهذه الطريقة لتكريم شخص أو حدث ما. وعلى الرغم من أنها ماتزال تنتج لحد الآن لكن فترة ازدهارها كانت قبل الفترة الكلاسيكية.
(سويلر)أو دوامة ثقالة ورق تتكون من قضبان معتمة من لونين أو ثلاث وتشع مثل أسلاك عجلة الدراجة الهوائية من وسط أزهار الميلفيوري.
طراز مشابه لهذا هو طراز ماربري الذي يتألف من أشرطة ملونة قريبة من السطح في حلقات مطرزة تنزل من القمة إلى أسفل الثقالة.
(كراون)أو تاج ثقالات ورق تتألف من أشرطة ملتوية ملونة شريط ملون وشريط أبيض بالتناوب، والتي تشع من التاج من مركز الميلفيوري الزهري نزولا إلى نقطة تجمع الأشرطة ثانية عند القاعدة. وهذا النمط اخترع لأول مرة في مصنع سانت لويس واستمر لحد الآن.

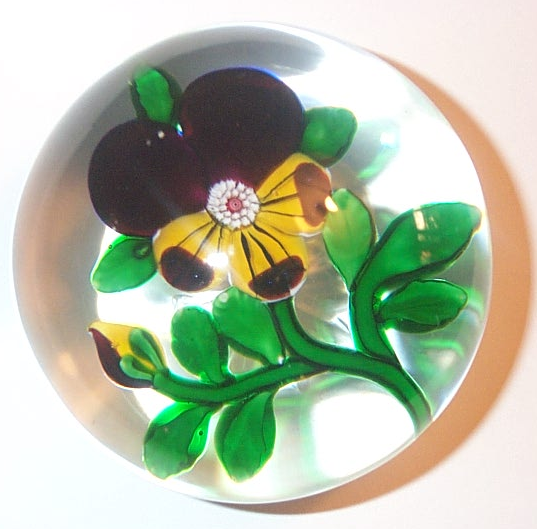
ثقالة اثرية من إنتاج (بكرة) منقوش عليها زهرة الثالوث

(منمنمة) ثقالات ورق صغيرة لايزيد قطرها عن ٢ إنش أو حوالي ذلك.
(ماغنوم) أكبر حجما من سابقتها حيث يزيد قطرها عن 3.25 إنش.
(موديل كاليفورنيا) تصنع بصبغ سطح القبة بزجاج منصهر ملون (أعمال الشعلة) وتعالج بالمعول أو أدوات أخرى. ويمكن أن تُرش وهي ساخنة بأملاح معدنية متنوعة لإنتاج مظهر متقزح.
(فكتورين) ثقالات الورق برسوم البورترية والاعلانات، ويقوم الفنان أو المصنع بنقش البورترية أو الاعلانات التجارية على الثقالات حسب طلب الزبائن وصنعت هذه الثقالات لأول مرة عام 1892 بواسطة بيترسبرغ البرت.
(بوهيمية) ثقالات ورق كبيرة الحجم منحوتة أو تكون كرة مجوفة من زجاج أحمر داكن، كانت شائعة في العصر الفكتوري.

## جامعو ثقالات الورق
يوجد العديد من جامعي ثقالات الورق في جميع أنحاء العالم، وبعض جمعيات الثقالات الورقية تعقد مؤتمرات وطنية أو إقليمية، وترعى نشاطات متعددة مثل الجولات السياحية، المحاضرات والمزادات. ومن جامعي ثقالات الورق المشهورين أدباء مثل كوليت، أوسكار وايلد، ترومان كابوت.

## اقرأ أيضًا
- فن الزجاج
- خرزة (مادة)
- ميلفيوري (فن)
- كرة الثلج (لعبة)